# Russischer Formalismus
Als russischer Formalismus wird eine literaturtheoretische Schule bezeichnet, die etwa um 1915 entstand, aber bereits 1930 aus ideologischen Gründen unterbunden wurde. Die Lehre und Methodik des russischen Formalismus kann als frühe Ausprägung des von Ferdinand de Saussure begründeten Strukturalismus bezeichnet werden.

## Geschichte

### Bezugspunkte
Im Hintergrund der ersten Theoretiker stehen sowohl Vertreter älterer russischer Literaturwissenschaftler. Diese wendete sich im 19. Jahrhundert gegen eine vorherrschende Reduzierung literarischer Texte auf ihre Aussagen bezüglich sozialer Gegebenheiten. Der Kunstcharakter der Texte geriet damit aus dem Blickpunkt. Eine zweite wichtige Bezugsquelle sind die frühen Arbeiten von verschiedenen Strukturalisten in Europa, hier vor allem Ferdinand de Saussure.

### Entwicklung
Ähnlich dem Marxismus-Leninismus, der Ideologie der Sowjetunion wurde eine Abhängigkeit der menschlichen Handlungen und kulturellen Erzeugnissen von übergeordneten Strukturen angenommen. Wiktor Borissowitsch Schklowski legte den theoretischen Grundstein der Literaturtheorie mit seinem Aufsatz „Die Kunst als Verfahren“, in der er die Eigentümlichkeit literarischer Texte darin begründete, dass diese sich eines anderen Sprachgebrauchs bedienten, als dies in der Alltagskommunikation geschehe.

## Inhalte
Die russischen Formalisten untersuchten, wie literarische Texte „gemacht“ werden. Ihr Interesse galt den verschiedenen Verfahren, mit denen literarische Texte erzeugt werden. Hierbei analysierten sie die diversen Verfahren der „Verfremdung“ und stellten fest, dass solche Verfahren die Aufmerksamkeit des Lesers vom Inhalt oder der Bedeutung weg auf das „Gemachtsein“ des Textes selbst lenken. In diesen Verfahren der Verfremdung sahen sie daher ein für literarische Texte konstitutives Konstruktionsprinzip und bezeichneten diese autoreflexive Dimension sprachlicher Kunstwerke als deren „poetische Funktion“. Ein wichtiges Konzept, das in diesem Zusammenhang entstand, ist das der literarischen Evolution, das auf Wiktor Schklowski und Juri Tynjanow zurückgeht.
Im russischen Formalismus wurden besondere Formen der semantischen, lautlichen oder strukturellen Oppositionen untersucht, die als eine Art Subtext die Bedeutung literarischer Texte determinieren. Diese oppositionellen Strukturen wurden dann insbesondere im Strukturalismus genau erforscht.
Die russischen Formalisten haben sich auch intensiv mit dem Medium Film auseinandergesetzt.
Die sowjetische Doktrin des Sozialistischen Realismus beendete den ideologisch nicht konformen Russischen Formalismus Anfang der 1930er-Jahre. Ansätze des Formalismus wurden im Prager literaturwissenschaftlichen Strukturalismus fortgesetzt.

## Vertreter
Wichtige Vertreter des russischen Formalismus waren Wiktor Schklowski, Wladimir Propp, Boris Eichenbaum, Juri Tynjanow, der sich auch als Schriftsteller betätigte, und Roman Jakobson, der 1920 nach Prag und später in die USA emigrierte.